# La Clé des champs (film, 2011)
Pour les articles homonymes, voir La Clé des champs (homonymie).
Pour plus de détails, voir Fiche technique et Distribution.
La Clé des champs est un "conte naturel" réalisé par Claude Nuridsany et Marie Pérennou  sorti le 21 décembre 2011.

## Synopsis
Une mare abandonnée. Deux enfants solitaires tombent sous le charme de ce lieu sauvage qui les rapproche peu à peu l'un de l'autre et les aide à apprivoiser la vie.
À travers leur regard, leur imaginaire, la mare devient un royaume secret à la fois merveilleux et inquiétant, peuplé de créatures de rêve ou de cauchemar. Une expérience initiatique, brève et intense, dont ils sortiront transformés.

## Fiche technique
- Titre : La Clé des champs
- Réalisation : Claude Nuridsany, Marie Pérennou
- Scénario : Claude Nuridsany, Marie Pérennou
- Décors : Jean-Baptiste Poirot
- Montage : Joële Van Effenterre
- Productrice : Christine Gozlan
- Productrice associée : Catherine Bozorgan
- Producteur exécutif : David Poirot
- Sociétés de production : Thelma Films, Manchester Films, Wild Bunch et Les Films de la Véranda
- Budget : 6 millions d'euros
- Musique : Bruno Coulais
- Pays d'origine :  France
- Format : couleur - 1,85:1 - Dolby Digital - 35 mm
- Genre : aventures
- Durée : 81 minutes
- Date de sortie : 
  -  France 21 décembre 2011

## Distribution
- Simon Delagnes : le petit garçon
- Lindsey Hénocque : Iris
- Jean-Claude Ayrinhac : L'original
- Denis Podalydès : le narrateur

## Distinctions

### Récompenses
68e Mostra internationale d'art cinématographique de Venise 2011. Sélection Officielle Hors Compétition.

## Réception critique
(janvier 2021).
Si vous disposez d'ouvrages ou d'articles de référence ou si vous connaissez des sites web de qualité traitant du thème abordé ici, merci de compléter l'article en donnant les références utiles à sa vérifiabilité et en les liant à la section « Notes et références ».
"La clé des champs" emporte l'adhésion par la beauté surprenante de ses images. Positif.
Un moment de grâce à la fois simple et secret. Télérama.
Un moment suspendu, éblouissant, d'une douceur enchantée. Le Figaro.
Un cadre où chaque rencontre est une aventure, où chaque énigme livre un mode. National Geographic.

## Tournage
Le tournage a eu lieu entre 2008 et 2010, à La Vacquerie et à Salles-la-Source, en Aveyron.